# Hassela
Hassela is een plaats in de gemeente Nordanstig in het landschap Hälsingland en de provincie Gävleborgs län in Zweden. De plaats heeft 375 inwoners (2005) en een oppervlakte van 102 hectare.

## Verkeer en vervoer
Bij de plaats lopen de Länsväg 305 en Länsväg 307.